# Klimov M–105
Az M–105 szovjet gyártmányú, V12 hengerelrendezésű, folyadékhűtésű, benzinüzemű repülőgépmotor, melyet 1939-től gyártottak. A második világháborúban a szovjet repülőgépeken elterjedten használt motor volt. 1943-tól a tervezője, Vlagyimir Klimov nevének kezdőbetűi után VK–105 típusjelzést kapta.

## Története
A motor konstrukciója a francia Hispano-Suiza 12Y szovjet változatán, az M–100-on, illetve annak továbbfejlesztett változatán, az M–103-on alapul.  Az M–105-nél több jelentős konstrukciós módosítást hajtottak végre. A motor hengerenként két kipufogószelepet, statikusan kiegyensúlyozott forgattyús tengelyt kapott, valamint egyfokozatú mechanikus feltöltővel szerelték fel. A motor felépítése lehetővé tette, hogy a két hengersor közé gépágyút építsenek be. Sorozatgyártását 1939 végén kezdték el. A motort kezdetben a korai második világháborús szovjet vadászrepülőgépeken (pl. Jak–1, LaGG–1) kezdték el alkalmazni. A motort folyamatosan továbbfejlesztették. 1941-től jelentek meg a növelt teljesítményű változatai.  A háború alatt nagy mennyiségben gyártották, összesen kb. 129 ezer darab készült belőle. Főként a Jakovlev vadászrepülőgépeken használták, emellett több bombázó típusba is beépítették. A motor sorozatgyártása a ribinszki 26. számú, a voronyezsi 16. számú és a kazáni 27. számú motorgyárban folyt. A motor néhány példányát a finn légierő a francia gyártmányú Morane-Saulnier MS.406 vadászrepülőgépek modernizált változatán, a Morko Moraanin alkalmazta. Emellett az Egyesült Államokból a kölcsönbérleti szerződés keretében szállított P–40-es vadászgép néhány, a Szovjetunióba motor nélkül érkezett példányába is az M–105 motort szereltek.

## Jellemzői
V12 hengerelrendezésű, folyadékhűtésű benzinmotor. Hengerenként egy szívó- és két kipufogószeleppel rendelkezik. A motor felső szelepvezérléssel (OHC) rendelkezik. A kipufogószelep szelepszára üreges és nátriummal van töltve a jobb hűtés érdekében. Mind a szívó, mind a kipufogószelepeknél 13 mm a szelepemelkedés. Az üzemanyag hengerekbe jutásáról hat darab (két hengerenként egy) K–105 típusú karburátor gondoskodik, amely a francia Solex-Hispano 65SVC karburátor szovjet licenc-gyártású változata. A motor egyes változatait úszó nélküli karburátorral szerelték fel. A motort egyfokozatú, centrifugálkompresszoros mechanikus feltöltővel szerelték fel. A feltöltő meghajtása változtatható áttételű. Két áttételfokozattal rendelkezik: az 1-es fokozatnál az áttétel 7,78:1, a 2-es fokozatnál 11,01:1. A maximális üzemi töltőnyomás felszállásnál 38 MP, nagy magasságon 36,22 MP, de lehetőség van vészhelyzetben rövid, maximum 2 perces időtartamra  43,3 MP töltőnyomás használatára is.

## Típusváltozatok
- M–105P – Gépágyús változat. A motor két hengersora közé gépágyút építettek, melynek csövét a reduktoron, illetve a légcsavartengelyen keresztül vezették ki.  A Jak–1 és LaGG–1 vadászrepülőgépeken, valamint más szovjet kísérleti repülőgépen használták.
- M–105R – Bombázókon alkalmazott változat, melynél a kisebb légcsavar-fordulatszám érdekében módosított reduktor áttételt alkalmaztak. A mechanikus feltöltő áttételét is csökkentették. Elsősorban a Pe–2 zuhanóbombázón és a Jak–4 könnyű bombázón alkalmazták.
- M–105PA és M–105RA – Továbbfejlesztett változat, melynek maximális teljesítményét 1050 LE-re növelték. A motoron úszó nélküli karburátor alkalmaztak, valamint megerősítették a motor karterét. 1941-től gyártották, vadászrepülőgépeken és bombázókon egyaránt alkalmazták.
- M–105PF – Az M–105PA továbbfejlesztett, növelt teljesítményű változata. A feltöltés jelentős növelésével 1210 LE-s felszálló teljesítményt értek el. A motor teljesítménye kis és közepes magasságon nőt, nagy magasságon azonban csökkent. A feltöltés növelése miatt csökkent a motor élettartama. A megnövelt teljesítmény miatt módosítani kellett a hajtókarokat. Klimov ellenezte ennek a változatnak a sorozatgyártását a jelentős élettartam-csökkenés miatt, azonban Jakovlev nyomására a motor sorozatgyártásba került. Ezt a változatot a Jak–1, Jak–7 és Jak–9 vadászrepülőgépek egyes változatain használták. Ebből a változatból kb. 28 ezret gyártottak.
- M–105RF – Az M–105PF bombázókhoz gyártott változata.
- VK–105PF2 – Az M–105PF növelt teljesítményű változata. Ezzel a típusváltozattal elérték a konstrukcióból kihozható maximális teljesítmény-potenciált
- VK–105PD – E–100 típusú feltöltővel ellátott kísérleti magassági változat. Nem vált be, sorozatgyártásba nem került.
- VK–105PV – A VK–105PD módosított változata, nem gyártották.

## Alkalmazása

### Vadászrepülőgépek
- LaGG–1
- LaGG–3
- Jak–1
- Jak–3
- Jak–7
- Jak–9
- P–40 Kittyhawk
- Mörkö Morane
- Ikarus S–49A

### Bombázók
- Ar–2
- Jak–4
- Jer–2
- Pe–2

## Műszaki adatok (VK–105PF)
- Típus: benzinüzemű, folyadékhűtéses, V12 hengerelrendezésű
- Hengerek száma: 12
- Hengerátmérő: 148 mm
- Löket: 170 mm
- Hengerűrtartalom: 35,08 liter
- Kompresszióviszony: 7,1
- Száraz tömeg: 620 kg
- Maximális teljesítmény:
  - Felszálló teljesítmény: 890 kW (1210 LE) tengerszinten, 2600 1/perc fordulatszámon
  - 800  m-en: 809 kW (1260 LE) , 2700 1/perc fordulatszámon, a feltöltő 1-es sebességfokozatánál
  - 9500 m-en: 868 kW (1180 LE)  2700 1/perc fordulatszánon, a feltöltő 2-es sebességfokozatánál
- Reduktor-áttétel: 2:3
- Üzemanyag: 92–96-os oktánszámú benzin